# Mineral County (Colorado)
Mineral County je okres ve státě Colorado v USA. K roku 2010 zde žilo 712 obyvatel. Správním městem okresu je Creede. Celková rozloha okresu činí 2 273 km².